# Цуґаї потойбіччя
Цуґаї потойбіччя (яп. 黄泉のツガイ, Yomi no Tsugai, англ. Daemons of the Shadow Realm) — японська серія манґи, написана та проілюстрована Хірому Аракавою. З грудня 2021 року серіал публікується в журналі Monthly Shōnen Gangan видавництва Square Enix. Анонсовано аніме-адаптацію виробництва студії Bones Film.
В Україні офіційно публікується видавництвом Nasha Idea з 2024 року.

## Сюжет
В ізольованому селі народилися двоє близнюків, яких розділяли день і ніч. Минули роки, і в той час як старший брат Юру став мисливцем на тварин, його сестра Аса була замкнена в клітці з наказом виконувати особливий обов'язок, який забороняє їй зустрічатися з кількома обраними особами. Одного нічим не примітного дня група озброєних людей на гелікоптерах, яких місцеві жителі називають «драконами», вривається в село в пошуках Юру, вбиваючи всіх на місці. Коли Юру намагається зустрітися з Асою і втекти, він знаходить замість неї мертве тіло — до того ж, людина, яка її вбила, стверджує, що є справжньою сестрою-близнюком Юри.
Перш ніж жінка встигає його схопити, Юру рятує чоловік на ім'я Дера, чужинець, який часто навідується до села. Однак незабаром вони опиняються в пастці. У відчайдушній спробі Дера змушує Юру зробити подарунок божеству села, викликавши пару «цугаїв», чиє існування має розкрити правду, що стоїть за цими хаотичними подіями.

## Медіа

### Манґа
Манґа, написана та проілюстрована Хірому Аракавою, була офіційно оголошена у серпневому випуску журналу Monthly Shōnen Gangan від Square Enix у серпні 2021 року на святкуванні 20-річчя попередньої роботи Аракави, Сталевого алхіміка (2001–10). 10 грудня 2021 року серіал розпочато в тому ж журналі.  Перший том вийшов 10 червня 2022 року  Станом на липень 2025 року вийшло десять томів. 
26 березня 2024 року Nasha Idea офіційно видали перший том українською мовою.

### Аніме
Аніме-серіал було анонсовано на панелі Crunchyroll під час Anime Expo в липні 2025 року. Виробництвом займається студія Bones Film, режисером є Масахіро Андо, сценарій до серіалу пише Нобору Такаґі, дизайном персонажів займається Нобухіро Араї, а музику створює Кенічіро Суехіро. Crunchyroll транслюватиме аніме.

## Сприйняття
Серіал посів 19 місце у списку «Книга року» 2022 журналу Da Vinci. Він посів друге місце у списку рекомендованих коміксів 2023 року за версією працівників національних книжкових магазинів; він посів третє місце в списку 2024 року. У 2023 році манґа отримала першу в історії E-book Manga Award від Rakuten Kobo в категорії «Я хочу прочитати це зараз! Рекомендована манґа». Посіла друге місце в 2023 Next Manga Award у категорії друкованої манґи. У 2023 році отримала сьому головну премію Tsutaya Comic Award. Серіал був номінований на 17-й конкурс Manga Taishō у 2024 році та посів друге місце з 73 балами. Він був номінований на 48-му премію Kodansha Manga Award у категорії сьонен.
Франческо Качіаторе з Screen Rant назвав Цуґаїв потойбіччя однією з найкращих нових манґ, яка дебютувала у 2021 році, підкреслюючи її потенціал, незважаючи на те, що до кінця року було випущено лише один розділ. Крім того, Качіаторе порівняв твір із Kimetsu no Yaiba від Ґотоґе Койохару через те, що в обох серіалах головними героями є брат і сестра. Карлайл Едмундсон з Screen Rant порівняв концепцію цуґая, присутнього в манзі, з концепцією стандів в серії Химерних пригод Джоджо від Хірохіко Аракі.